# AtGuard
AtGuard — межсетевой экран для персонального компьютера. Основной выполняемой функцией является обеспечение безопасного использования соединения с сетью Интернет. Кроме того, программа может блокировать рекламные баннеры, cookie, JavaScript'ы, элементы ActiveX, а также запретить браузеру передавать конфиденциальную информацию на сервер.
В настоящее время развитие программы как самостоятельного продукта прекращено, он приобретён корпорацией Symantec и встроен в Norton Internet Security.